# Келети, Густав Фридрих
Густав Фридрих Келети (венг. Keleti Gusztáv Frigyes; 13 декабря 1834, Пресбург — 2 сентября 1902, Будапешт) — венгерский искусствовед и пейзажист.
Первоначально изучал юриспруденцию в Вене и Пеште, затем живопись в Мюнхенской академии. В 1868—1869 годах предпринял по поручению венгерского правительства путешествие с научной целью, результатом которого стал обширный труд на венгерском языке о художественных и художественно-промышленных школах различных стран. В 1871 году под руководством Келети учреждена Королевско-венгерская школа рисования и семинария для образования учителей рисования, в 1880 — Королевско-венгерская художественно-промышленная академия, директором которой он был назначен.